# Firefly Studios
Firefly Studios is een Britse ontwikkelaar van computerspellen. Firefly Studios werd in 1999 opgericht door Simon Bradbury, Eric Ouellette en David Lester. Ze hebben kantoren in Londen, Canton en Aberdeen. Firefly Studios is het meest bekend van de Stronghold-serie.

## Ontwikkelde spellen
- Stronghold (2001)
- Stronghold: Crusader (2002)
- Space Colony (2003)
- Stronghold 2 (2005)
- CivCity: Rome (2006)
- Stronghold Legends (2006)
- Stronghold: Crusader Extreme (2008)
- Stronghold Kingdoms (2009)
- Stronghold 3 (2011)
- Stronghold HD (2012)
- Stronghold: Crusader HD (2012)
- Space Colony HD (2012)
- Stronghold Crusader II (2014)
- MetaMorph: Dungeon Creatures (2017)
- Dungeon Hero (n.n.b.)
- Stronghold: Warlords (2021)